# Первая лига Промоушен
Первая лига Промоушен (1. Liga Promotion) — третья по значимости футбольная лига Швейцарии с сезона-2012/2013. Соревнования проводятся под эгидой Швейцарского футбольного союза. В розыгрыше принимают участие 18 клубов из Швейцарии.

## Структура розыгрыша
Участвующие в соревновании клубы проводят между собой двухкруговой турнир, по итогам которого победитель выходит в Челлендж-Лигу.
В свою очередь клуб, занявший в Челлендж-лиге последнее, десятое место, выбывает в Первую лигу Промоушен.
Две последние по итогам чемпионата команды лиги выбывают в Первую лигу.
В сезоне-2012/2013 лигу сформировали 5 худших команд Челлендж-лиги прошлого сезона, 7 лучших команд из существующей Первой лиги, которая в дальнейшем заняла 4-й уровень в швейцарской футбольной пирамиде, а также 4 лучших молодёжных клуба.
Лига Промоушен — высший по рангу дивизион, в котором имеют право играть дублирующие составы команд Суперлиги и Челлендж-лиги.

## Участники
В сезоне 2022/2023 в Первой лиге Промоушен принимают участие восемнадцать клубов:
| Клуб                | Место в предыдущем сезоне     |
| ------------------- | ----------------------------- |
| Бавуа               | 7-е                           |
| Баден               | победа в плей-офф Первой лиги |
| Биль-Бьенн          | 11-е                          |
| Базель II           | 12-е                          |
| Брайтенрайн         | 1-е                           |
| Брюль               | 15-е                          |
| Бюль                | 9-е                           |
| Кринс               | вылет из Челлендж-лиги        |
| Кьяссо (исключён)   | 3-е                           |
| Люцерн II           | победа в плей-офф Первой лиги |
| Рапперсвиль-Йона    | 10-е                          |
| Санкт-Галлен II     | победа в плей-офф Первой лиги |
| Стад Ньон           | 4-е                           |
| Хам                 | 8-е                           |
| Цюрих II            | 5-е                           |
| Этуаль              | 6-е                           |
| Янг Феллоуз Ювентус | 14-е                          |
| Янг Бойз II         | 9-е                           |

## Предыдущие сезоны

### Победители предыдущих розыгрышей
| Сезон   | Чемпион           |
| ------- | ----------------- |
| 2012/13 | Шаффхаузен        |
| 2013/14 | Ле Монт           |
| 2014/15 | Нёвшатель Ксамакс |
| 2015/16 | Серветт           |
| 2016/17 | Рапперсвиль-Йона  |
| 2017/18 | Кринс             |
| 2018/19 | Лозанна Уши       |
| 2019/20 | нет               |
| 2020/21 | Ивердон-Спорт     |
| 2021/22 | Беллинцона        |

## Лучшие бомбардиры
| Сезон   | Игрок                   | Клуб                | Голы |
| ------- | ----------------------- | ------------------- | ---- |
| 2012/13 | Патрик Россини          | Шаффхаузен          | 27   |
| 2013/14 | Мишел Шагас             | Янг Феллоуз Ювентус | 17   |
| 2013/14 | Марко Делли             | Этуаль Каруж        | 17   |
| 2014/15 | Микаэль Родригес        | Нёвшатель Ксамакс   | 20   |
| 2015/16 | Самел Шабанович         | Брюль               | 26   |
| 2016/17 | Мишел Шагас             | Рапперсвиль-Йона    | 22   |
| 2017/18 | Джибриль Сиссе          | Ивердон             | 24   |
| 2018/19 | Карим Шентуф            | Стад Ньон           | 22   |
| 2018/19 | Янис Лаюэль             | Стад-Лозанна-Уши    | 22   |
| 2019/20 | Гастон Орландо Магнетти | Беллинцона          | 12   |
| 2020/21 | Сулейман Туркес         | Блэк Старс          | 15   |
| 2021/22 | Жентиан Буньяку         | Стад Ньон           | 22   |